# Cottus greenei
Cottus greenei és una espècie de peix pertanyent a la família dels còtids.

## Descripció
- Fa 9 cm de llargària màxima (normalment, en fa 6,3).[2][3][4]

## Hàbitat
És un peix d'aigua dolça, demersal i de clima temperat (43°N-42°N).

## Distribució geogràfica
Es troba a Nord-amèrica: conca del riu Snake (Idaho, els Estats Units).

## Observacions
És inofensiu per als humans.